# Diözesanarchiv Osnabrück
Das Diözesanarchiv Osnabrück ist das zentrale Archiv der Kirchen in der Diözese Osnabrück. Das Archiv steht für wissenschaftliche und heimatkundliche Forschung sowie für Familienforschung offen.

## Kirchenbücher
Im Dreißigjährigen Krieg wurden auch viele Kirchenbücher vernichtet, weshalb die Sammlung der Kirchenbücher im Diözesanarchiv kaum über 1650 zurückgeht. Die Kirchenbücher sämtlicher auch heute noch zum Bistum Osnabrück gehörenden Pfarreien können im Archiv eingesehen werden und stehen seit Herbst 2019 auch online zur Verfügung. Die Daten sind freigegeben für Geburten bis vor 120 Jahren und für Hochzeiten und Beerdigungen bis vor 100 Jahren.
Darüber hinaus findet man im Archiv weitere Pfarreiakten, Dekanatsarchive, Akten aus der Zeit der Diözese Osnabrück (Generalvikariat, Apostolisches Vikariat des Nordens, Domkapitel, Vermögensverwaltung, Seelsorge etc.), zum Verhältnis von Kirche und Staat, eine Priesterkartei, Totenzettel, handschriftliche Predigten von Bischöfen, Sammlungen von Siegeln, Gesetzen, Karten, Plänen und Zeitungsausschnitten sowie Nachlässe (u. a. Bernhard Höting, Wilhelm Berning, Helmut Hermann Wittler).

## Handschriften und Urkunden
Das Archiv bewahrt etwa 140 Handschriften, darunter den Codex Gisle, und etwa 3000 Urkunden auf. Die älteste stammt von Karl dem Großen und ist auf den 19. Dezember 803 datiert. Allerdings gehören sowohl D.Kar.†271 wie D. Kar.†273, angeblich am 19. Dezember 804 ausgestellt, zu den Osnabrücker Fälschungen aus der Zeit des Bischofs Benno II. von Osnabrück, deren Echtheit seit Johann Georg von Eckhart (1674–1730) bestritten wird und deren Entstehung im 11. Jahrhundert wohl gesicherte Kenntnis ist. Die zumeist auf Pergament ausgestellten Urkunden stammen u. a. von Kaisern, Päpsten und Bischöfen und reichen bis in die heutige Zeit.

## Archivleiter
- Georg Wilhelm (aktuell)
- Hermann Queckenstedt
- Wolfgang Seegrün (1972 komm.; 1977–)
- August Ludwig Meyer